# いのちぼうにふろう
『いのちぼうにふろう』（映画のクレジットは『いのち・ぼうにふろう』）は、1971年9月11日に公開された日本映画。原作は山本周五郎の短編小説「深川安楽亭」。主演の仲代達矢の妻の宮崎恭子が「隆巴」名義で脚色し、小林正樹が監督した。
19世紀の江戸。公権力から目をつけられた密輸業者の男たち。自らに課した掟にしか従わない彼等が、縁もない他人の為に身体を賭け消えていく姿を描く。
モノクロ・シネマスコープ作品。第45回キネマ旬報ベスト・テン第5位。併映は中平プロ作品『闇の中の魑魅魍魎』（原作：榎本滋民、監督：中平康、主演：麿赤児）。
1982年に同じ原作が『地獄の掟』のタイトルでテレビドラマ化。主演は映画版と同じく仲代達矢だが、役柄は定七役ではなく幾造役。

## あらすじ
大名の下屋敷を周る濠と沼に囲まれた「島」。深川の湿地帯を埋めたその中に安楽亭がある。親父の幾造と娘のおみつが営む居酒屋だが、密輸のための集荷基地があり、知らない人間が入れば生きて出られないという場所である。危険な橋を渡る無頼漢たちは刹那的、享楽的にその日を過ごしている。
八丁堀の金子と岡島は島をつなぐ一本しかない橋のたもとから一人ごちる。「いまに一網打尽にしてやる」と。夜、与兵衛がやくざ者に袋叩きにされ意識の無い若者を連れ帰った。一緒に帰ってきた定七は短刀の遣い手だが、前回に仲間が捕まり自らも傷を負っていた。

## スタッフ
- 原作：山本周五郎「深川安楽亭」より
- 脚本：隆巴
- 製作：佐藤正之、岸本吟一、椎野英之
- 音楽：武満徹
- 撮影：岡崎宏三
- 美術：水谷浩
- 装飾：荒川大
- 録音：西崎英雄
- 音響：本間明
- 照明：下村一夫
- 編集：相良久
- 衣裳：上野芳生
- 監督：小林正樹
- 製作：東宝・俳優座映画放送

## キャスト
- 定七：仲代達矢
- おみつ：栗原小巻
- 富次郎：山本圭
- おきわ：酒井和歌子
- 幾造：中村翫右衛門
- 与兵衛：佐藤慶
- 源三：岸田森
- 由之助：草野大悟
- 文太：山谷初男
- 政次：近藤洋介
- 仙吉：植田峻
- 八丁堀同心・金子：神山繁
- 八丁堀同心・岡島：中谷一郎
- 灘屋の小平：滝田裕介
- 男：勝新太郎
- 三島雅夫